# Tolosa Nurgi
Tolosa Nurgi, né le 29 mars 1990, est un athlète éthiopien, spécialiste du 3 000 m steeple. 

## Biographie
Auteur d'un record personnel sur 3 000 m steeple à 8 min 22 s 9 en juin 2015 à Montbéliard, il atteint la finale des championnats du monde de Pékin, qu'il termine à la quinzième place.

### Palmarès
| Date | Compétition            | Lieu   | Résultat | Épreuve         | Performance   |
| ---- | ---------------------- | ------ | -------- | --------------- | ------------- |
| 2015 | Championnats du monde  | Pékin  | 15e      | 3 000 m steeple | 8 min 44 s 81 |
| 2016 | Championnats d'Afrique | Durban | 2e       | 3 000 m steeple | 8 min 22 s 79 |

### Records
| Épreuve         | Performance   | Lieu | Date        |
| --------------- | ------------- | ---- | ----------- |
| 3 000 m steeple | 8 min 21 s 31 | Rome | 2 juin 2016 |